# Luis Salazar
 (avril 2020).
Si vous disposez d'ouvrages ou d'articles de référence ou si vous connaissez des sites web de qualité traitant du thème abordé ici, merci de compléter l'article en donnant les références utiles à sa vérifiabilité et en les liant à la section « Notes et références ».
Luis Enrique Salazar-Bea, né le 20 novembre 1956 à San Sebastián, est un peintre espagnol d'origine basque vivant à Liège.

## Biographie
Luis Salazar naît à San Sebastian, au Pays Basque, en 1956. Dix ans plus tard, sa famille émigre à Liège.
Après des études à l’Académie royale des beaux-arts de Liège, quelques expositions à Liège, peu à peu, le cercle s’élargit, en Belgique (à Gand, Knokke, Assenede, Wolvertem, Bruxelles, Charleroi, Anvers, Coxyde, Courtrai, Stavelot…) et hors des frontières de la Belgique, un peu partout dans le monde (New York, Copenhague, Heidelberg, Athènes, Lausanne, Barcelone, Francfort, Saint-Pétersbourg, les musées des beaux-arts de Tomsk et Novossibirsk, Amsterdam, Berne, Rome…).
Les musées liégeois lui ouvrent leurs portes : le musée d'Ansembourg en 1999, le musée de l'art wallon (Liège) en 2004 pour une rétrospective (25 ans de peinture, cent peintures exposées) le musée d’art moderne, en 2008, où il expose de très grands formats (6 mètres sur 4), le Grand Curtius en 2012 où il occupe les trois étages du musée, le musée des Beaux-Arts de Liège en 2015.

## Distinctions
- Il est fait « citoyen d’honneur » de la Ville de Liège le 14 août 2008[1]; en juin 2009, il rejoint le groupe des Ambassadeurs culturels de la Province de Liège
- Le 23 avril 2010, il est fait chevalier dans l’ordre des Arts et des Lettres de la République française[2].

## Une peinture monumentale
Luis Salazar peint essentiellement sur toile mais il aime aussi expérimenter d’autres supports :
- Il a créé en collaboration avec le poète Jacques Izoard, un livre en douze exemplaires peints et écrits à la main.
- Il a peint la carrosserie d’une Porsche 911, un clavecin, des totems de quatre mètres de haut, des sculptures en bois, des bas-reliefs, une Aston Martin…
- On a réalisé à partir de sa peinture, la façade d’un building (600 m²), avenue des Tilleuls à Liège, la carrosserie d’une PT Cruiser, un drapeau, des tapis, une cravate en tirage limité…

Ce qui le passionne en particulier, c’est l’exécution de fresques, parfois démesurées, dans les lieux les plus divers :
- des peintures murales au service de radiothérapie du CHU de Liège (150 m² ,1989), dans le hall d’entrée de l’IRSA à Bruxelles (110 m², 1995), avec intégration de reliefs codés pour les aveugles, au foyer culturel de l’université de Liège (1997), au restaurant universitaire de Liège (2000) ;
- une fresque monumentale (28 m x 15 m, 2007 ) dans l’atrium du grand hôpital de Charleroi ;
- une intégration de 12 peintures monumentales à l'opéra royal de Wallonie ;
- plusieurs fresques monumentales chez des collectionneurs particuliers.

## L’œuvre d'une vie
Une deuxième spécificité de son œuvre est la place royale accordée à la couleur : ses peintures sont une explosion colorée qui ménage des contrastes forts de chauds et de froids, de clairs et d'obscurs, de couleurs complémentaires mais aussi des contrastes beaucoup plus subtils entre le brillant et le mat, entre différentes nuances de couleurs, de bleus, de jaunes...
Un troisième aspect qui permet de mieux comprendre la démarche de Luis Salazar, c'est l'extrême complexité de ses compositions. En partant d'un vocabulaire de formes personnel et récurrent dans ses peintures, certaines formes sont agencées de manière à constituer une nouvelle combinaison plus complexe, celle-ci devient alors une nouvelle base elle-même qui s'associe à d'autres bases pour obtenir un ensemble encore plus complexe qui lui aussi sera combiné avec d'autres ensembles de manière à en former un nouveau et ainsi de suite jusqu'à arriver à la peinture qui est cet ensemble complexe de formes, à 3, 4, 5, 6... niveaux différents.
Chaque peinture de Luis Salazar est une sorte de macrocosme mais aussi est un microcosme puisqu'elle est un maillon de la chaîne constituée par l’œuvre de toute sa vie.

## Œuvres
- 1982 et 1997 : Composition[3],[4], peintures murales au restaurant universitaire du Sart Tilman à Liège (Musée d'art contemporain en plein air du Sart Tilman, université de Liège)
- 1989 : Composition, peinture murale au Centre hospitalier régional de Liège
- 1991 : Composition, peinture murale de 600 m², sur la façade d'un immeuble de l'avenue des Tilleuls, à Liège
- 1995 : Composition, fresque à l'Institut royal des sourds et aveugles, avec intégration en relief conçue pour les mal-voyants (codes permettant de « lire » les couleurs, à Bruxelles
- 1997 : réalisation d'une peinture sur la totalité de la carrosserie d'une Porsche 911
- 1998 : réalisation d'un livre peint à la main, Corps à Couleurs, dont toute la couverture est une peinture (45 x 55 cm), en collaboration avec le poète belge Jacques Izoard qui écrit de sa main des textes inédits
- 2000 : réalisation d’une peinture de 8,8 m x 0,8 m, intégrée au restaurant du CHU,à la demande de l’architecte André Gulpen, pour Sodexho
- 2002 : réalisation d’une pipe de 2 m x 0,8 m à l’occasion de l’année Simenon 2003
- 2006 : création d’une cravate, tirée à 480 exemplaires[5], signée et numérotée, avec la Province de Liège
- 2007 : réalisation d’une fresque monumentale (28 m x 12 m), dans l’atrium du grand hôpital de Charleroi
- 2010 : réalisation d’une « Art car » : peinture sur la totalité de la carrosserie d’une Aston Martin participant aux 24 heures de Francorchamps et au grand prix de Dubaï, juillet 2010
- 2012 : réalisation du carnet de mariage de la Ville de Liège
- 2012 : intégration de 12 peintures monumentales à l’opéra royal de Wallonie

## Expositions personnelles
Luis Salazar a présenté plus de cent expositions personnelles à travers le monde.
- 1985 : Galerie Mathys, Herstal
- 1986 : Europa Club, Overijse
- 1988 : Galerie Ex-Centric, Liège
- 1988 : Europa Club, 1988
- 1988 : Hôpital Universitaire du Sart-Tilman, Liège
- 1989 : Galerie Cargo, Gand
- 1989 : Galerij Pim de Rudder, Assenede
- 1989 : Galerie Ex-Centric, Liège
- 1990 : Galerie Dimmers, Bruxelles
- 1990 : Art Gallery, Spa
- 1990 : Hôtel Charlemagne, Bruxelles
- 1991 : David Gallery, Broadway, New-York
- 1992 : Galerij Pim de Rudder, Assenede
- 1992 : Argo Modern and Contemporary Art Gallery, Knokke-Le-Zout
- 1992 : Galerie Knabro, Copenhague
- 1992 : Vincent Hick Fine Arts, Bolland, Liège
- 1992 : Galerie Catrin Alting, Anvers
- 1993 : Galerie Uwe Sacksofsky, Heidelberg
- 1993 : Art Gallery De Muelnaere & Lefevere, Oostduinkerke
- 1993 : Galerie Its-Art-Ist, La Hulpe
- 1994 : Argo Modern and Contemporary Art Gallery, Knokke-Le-Zoute
- 1994 : Galerie Dimmers, Bruxelles
- 1994 : Galerie Catrin Alting, Anvers
- 1995 : Galerie Titanium, Athènes
- 1995 : Galerie Its-Art-Ist, La Hulpe
- 1995 : Galerie Uwe Sacksofsky, Heidelberg
- 1995 : Art Gallery De Muelnaere & Lefevere, Oostduinkerke
- 1995 : Vincent Hick Arts, Bolland, Liège
- 1995 : Atelier De Gryse, Kortrijk
- 1996 : Argo Modern and Contemporary Art Gallery, Knokke-Le-Zoute
- 1996 : Kunstraum Michael Och, Lichtenfels, Cobourg
- 1996 : Galerie Jeannine Lyon, Lonay-près-Morges, Lausanne
- 1996 : Galerie Dimmers, Bruxelles
- 1997 : Galerij Pim de Rudder, Assenede
- 1997 : Galerie Vincent Hick Arts, Contemporary Art Gallery, Bolland
- 1997 : Atelier De Gryse, Kortrijk
- 1997 : Galerie Leon Keuninckx, Grand-Rechain
- 1997 : Vincent Hick Art Gallery, Namur
- 1998 : Galerie Uwe Sacksofsky, Heidelberg
- 1998 : Zichy + Low Art Gallery, Bruxelles
- 1999 : Musée d'Ansembourg, Liège
- 1999 : Galerie Vincent Hick Arts, Contemporary Art Gallery, Battice
- 1999 : Argo Modern and Contemporary Art Gallery, Knokke-Le-Zoute
- 1999 : CHU(Liège), en collaboration avec le ùusée en Plein Air du Sart-Tilman, Liège
- 1999 : Galerie Dimmers, Bruxelles
- 2000 : Galerie d’Art du Château Mottin, Hannut
- 2000 : Galerie Art Dépôt, Mechelen
- 2000 : Galerie Dimmers, Bruxelles
- 2000 : Expo Concert à l’Académie de musique de Hannut sur un clavecin peint par Luis Salazar
- 2001 : Expo chez P&V Assurances Liège
- 2002 : Centre de Congrès Elzenveld, Anvers, avec G. Vandenbranden et Jas
- 2002 : Château  de Seneffe, Seneffe
- 2002 : Quartier  militaire Saint-Laurent, Liège, avec G. Collignon
- 2003 : S.P.A.S. Gallery, Saint-Pétersbourg
- 2003 : Château des thermes, Chaudfontaine
- 2003 : Château d'Oupeye
- 2003 : Galerie Wijland, Coxyde
- 2003 : Abbaye de Stavelot
- 2003 : Galerie Uwe Sacksofsky, Heidelberg
- 2003 : Quartier militaire Saint-Laurent, Liège
- 2003 : Galerie Genèse, Charleroi
- 2003 : Galerie Sacksofsky et Block, Berne
- 2004 : Rétrospective 1979-2004, 25 ans de peinture, Salle Saint-Georges, Liège
- 2005 : Expo chez P&V, Liège
- 2005 : Galerie Genèse, Charleroi
- 2005 : Musée de la Ville de Tomsk, Sibérie
- 2005 : Musée des Beaux-Arts de Novossibirsk, Sibérie
- 2005 : Société Littéraire, Liège
- 2006 : Centre Corrosia,Almere, Amsterdam
- 2006 : La Fabrik, Herstal, 2006
- 2006 : Le Musée Saint-Georges, Liège
- 2007 : Galerie Espace 62, Liège
- 2007 : Musée de Hannut
- 2007 : Galerie Camelu, Rome
- 2008 : MAMAC, Liège
- 2009 : Galerie Wijland, Coxyde
- 2010 : Château de Waroux
- 2010 : Galerie Camelu, Rome
- 2012 : Grand Curtius, Liège
- 2012 : Woma Galerij, Meise
- 2015 : Musée des Beaux-Arts de Liège
- 2016 : MM Gallery, Bruxelles
- 2018-2019 : Musée de La Boverie, Liège - Rétrospective, « 40 ans de peinture (1979-2019) »[6]

### Filmographie
- Arnaud Hay et Sébastien Beckers, Luis Salazar ou le cri du chaos organisé, 2008, 12 min
- Sophie Charlier, Non seulement le bleu, 2018, 42 min (présentation sur cinergie.be)